# Лёгкая атлетика на летних Олимпийских играх 2024 — смешанная эстафета (спортивная ходьба)
Соревнования в смешанной эстафете в спортивной ходьбе на Олимпийских играх 2024 года прошли 7 августа в Париже (Франция).
Круговая трасса длиной 1 км была проложена напротив Эйфелевой башни по Йенскому мосту и площади Трокадеро у Дворца Шайо.
Команды состояли из 2 человек (мужчины и женщины), каждый из которых преодолевал по 2 этапа. Мужчина — первый (длиной 11,4 км) и третий (10 км), женщина — второй (10 км) и четвёртый (10,8 км). Общая длина эстафеты была равна 42 км 195 м — длине марафона.
Соревнования в смешанной эстафете в спортивной ходьбе были проведены на Олимпийских играх впервые. Дисциплина была придумана только в апреле 2023 года. Она заменила в программе Игр мужскую спортивную ходьбу на 50 километров, благодаря чему позволила достичь гендерного равенства в рамках олимпийского легкоатлетического турнира (количество дисциплин для мужчин и женщин сравнялось).
Олимпийские игры стали лишь вторым крупным официальным турниром, на котором была проведена смешанная эстафета в ходьбе (после командного чемпионата мира в апреле 2024 года).

## Призёры
| Золото                                         | Серебро                                           | Бронза                                              |
| Испания · Альваро Мартин (м) · Мария Перес (ж) | Эквадор · Брайан Пинтадо (м) · Гленда Морехон (ж) | Австралия · Ридайан Каули (м) · Джемайма Монтаг (ж) |

## Отбор на Олимпийские игры
Количество сборных, установленное World Athletics для этого вида — 25. Главным отборочным турниром стал командный чемпионат мира по ходьбе 2024 года, по итогам которого определились 22 команды-участницы Игр в Париже. Оставшиеся 3 места достались сборным, показавшим лучшие результаты в течение квалификационного периода (с 31 декабря 2022 года по 30 июня 2024 года).
Каждая страна имела возможность выставить на старт не более 2 команд.

## Расписание
| Дата           | Время | Раунд соревнований |
| -------------- | ----- | ------------------ |
| 7 августа 2024 | 09:30 | Финал              |

Время местное (UTC+2:00)

## Результаты
Обозначения: WR — Мировой рекорд | OR — Олимпийский рекорд | AR — Рекорд континента | NR — Национальный рекорд | WL — Лучший результат сезона в мире | SB — Лучший результат в сезоне | DNS — Не стартовали | DNF — Не финишировали | DQ — Дисквалифицированы

Старт заходу был дан 7 августа 2024 года в 09:30. На дистанцию отправились 25 команд из 20 стран.
| Место | Команда                                                    | Результат | Примечания |
| ----- | ---------------------------------------------------------- | --------- | ---------- |
| 1     | Испания (Альваро Мартин (м), Мария Перес (ж))              | 2:50:31   |            |
| 2     | Эквадор (Брайан Пинтадо (м), Гленда Морехон (ж))           | 2:51:22   |            |
| 3     | Австралия (Ридайан Каули (м), Джемайма Монтаг (ж))         | 2:51:38   |            |
| 4     | Перу (Сесар Аугусто Родригес (м), Кимберли Гарсия (ж))     | 2:51:56   |            |
| 5     | Мексика (Эвер Пальма (м), Алегна Гонсалес (ж))             | 2:52:38   |            |
| 6     | Италия (Массимо Стано (м), Антонелла Пальмизано (ж))       | 2:53:52   |            |
| 7     | Бразилия (Кайо Бонфим (м), Вивиан Лира (ж))                | 2:54:08   |            |
| 8     | Япония (Масатора Кавано (м), Кумико Окада (ж))             | 2:55:40   |            |
| 9     | Испания (Мигель Анхель Лопес (м), Кристина Монтесинос (ж)) | 2:56:10   |            |
| 10    | Германия (Кристофер Линке (м), Саския Файге (ж))           | 2:56:14   |            |
| 11    | Франция (Орельен Киньон (м), Клеманс Беретта (ж))          | 2:56:54   |            |
| 12    | Колумбия (Матео Ромеро (м), Сандра Аренас (ж))             | 2:57:54   |            |
| 13    | Япония (Кадзуки Такахаси (м), Аянэ Анаи (ж))               | 2:58:08   |            |
| 14    | Китай (Хэ Сянхун (м), Цеян Шэньцзе (ж))                    | 2:59:13   |            |
| 15    | Китай (Чжан Цзюнь (м), Ян Цзяюй (ж))                       | 3:00:43   |            |
| 16    | Польша (Махер Бен Хлима (м), Ольга Хоецкая (ж))            | 3:00:55   |            |
| 17    | Украина (Иван Банзерук (м), Людмила Оляновская (ж))        | 3:01:50   |            |
| 18    | Словакия (Доминик Черны (м), Гана Бурзалова (ж))           | 3:03:54   |            |
| 19    | Колумбия (Сесар Эррера (м), Лаура Мохика (ж))              | 3:03:56   |            |
| 20    | Канада (Эван Данфи (м), Оливия Лундман (ж))                | 3:04:57   |            |
| 21    | Венгрия (Бенце Веньерчан (м), Рита Речей (ж))              | 3:05:18   |            |
| 22    | Австралия (Деклан Тингей (м), Ребекка Хендерсон (ж))       | 3:09:21   |            |
| 23    | Турция (Мазлум Демир (м), Айше Текдаль (ж))                | 3:14:53   |            |
| 24 !  | Чехия (Вит Главач (м), Элишка Мартинкова (ж))              | DNF       |            |
| 24 !  | Индия (Сурадж Панвар (м), Приянка Госвами (ж))             | DNF       |            |